# Mikhail Sholokhov
Mikhail Aleksandovitch Cholokhov (em russo:  Михаи́л Алекса́ндрович Шо́лохов; Oblast de Rostov, 24 de maio de 1905 — 21 de fevereiro de 1984) foi um romancista russo.

## Vida
Mikhail Aleksandrovitch Cholokhov nasceu a 24 de maio de 1905 na Rússia, na pequena localidade de Krujlinin, no território cossaco de Kamenskaya.
Seu pai, Aleksandr Mikhailovitch (1865-1925), foi um fazendeiro e camponês de classe média e comerciante de gado, e sua mãe Anastassia Danilovna Tchernikova (1871-1942), viúva de um cossaco camponês, tinha origem ucraniana.
Até certo ponto de sua vida, não chegou a ser alfabetizado, no entanto, Cholokhov frequentou escolas em Kargin, Moscou, Boguchar, e Veshenskaya até 1918, quando entrou para o lado dos bolcheviques na guerra civil russa, com a idade de 13 anos. Ele passou os anos seguintes lutando na guerra civil.
Recebeu o Prêmio Lenin em 1960; em 1965 recebeu o Nobel de Literatura de 1965 devido ao "poder artístico e integridade com que, em seu épico do Don, ele deu expressão a uma fase histórica na vida do povo russo".
Solo virgem revolvido, que ganhou o Prêmio Lenin, levou 28 anos para ser concluído. Foi composto de duas partes: Sementes do Amanhã (1932) e Colheita no Don (1960), e reflete a vida durante a coletivização na área do Don.

## Leitura selecionada
- Donskie Rasskazy, 1925 - Tales of the Don.
- Lazorevaja Step, 1926.
- Tikhii Don, 4 vol., 1928-1940 (The Quiet Don) - And Quiet Flows the Don (1934); The Don Flows Home to the Sea (1940);  Quiet Flows the Don (1966).  Sergei Gerasimov, an starring P. Glebov, L. Khityaeva, Z. Kirienko and E. Bystrltskaya was produced in 1957-1958.
- Podnyataya Tselina, 1932-1960 - Virgin Soil Upturned (1935); Harvest on the Don (1960).
- Oni Srazhalis Za Rodinu, 1942 - They Fought for Their Country.
- Nauka Nenavisti, 1942 - Hate / The Science of Hatred.
- Slovo O Rodine, 1951.
- Sudba Cheloveka, 1956-1957 - The Fate of a Man. Uma versão cinematográfica realizada por Serguei Bondartchuk com Serguei Bondartchuk, Pavlik Boriskin, Zinaida Kirienko, Pavel Volkov, Iuri Avelin, e K. Alekseev foi produzida em 1959.
- Sobranie Sochinenii, 1956-1958 - obras coligidas (8 vols.)
- Oni Srazhalis Za Rodinu, 1959 - They Fought for their Country
- Sobranie Sochinenii, 1962 - obras coligidas (8 vols.)
- Early Stories, 1966
- One Man's Destiny, and Other Stories, Articles, and Sketches, 1923–1963, 1967
- Fierce and Gentle Warriors, 1967
- Po Veleniju Duši, 1970 - At the Bidding of the Heart
- Sobranie Sochinenii, 1975 (8 vols.)
- Rossiya V Serdtse, 1975
- SLOVO O RODINE, 1980
- Collected Works, 1984 (8 vols.)
- Sobranie Sochinenii, 1985 (obras coligidas) (8 vols.)
- Sholokhov I Stalin, 1994